# 308-й окремий інженерно-технічний батальйон (Україна)
308-й окремий інженерно-технічний батальйон (308 ОІТБ, пп В1423) — інженерний батальйон збройних сил України, що входить до складу 48-ї інженерної бригади, дислокується у місті Кам'янець-Подільський.

## Короткі відомості
Батальйон було засновано у жовтні 2014 року. 12 жовтня 2015 року, у зоні АТО, військові 308-го батальйону відсвяткували річницю створення частини.
Cтаном на березень 2016-го перебував на сході України. Під час російсько-української війни підрозділ укріпив понад 30 передових позицій — під Авдіївкою, Бутовкою, Світлодарськ, Дзержинськом, Луганським, Троїцьким, Попасною. За словами командира батальону полковника Леонід Матвєєва, підрозділ виконував бойові накази з честю на першій і нульовій лінії оборони на території Луганської та Донецької областей упродовж півтора року без зміни, без ротацій. Саме його бійці будували на передовій фортифікації, укріплюючи позиції української армії.
Військові батальйону проходили службу у зоні ООС і після 2016 року. Зокрема, вони створювали тил, умови для перебування українських військ – будували укріплення (малі та великі вогневі споруди), рили окопи, бліндажі. При потребі батальйон залучали до відновлення шкіл, садочків. Бувало, його підрозділи потрапляли під обстріл, ворожа артилерія нещадно нищила щойно споруджені укріплення.
Серед відзначених державними нагородами — капітан Сергій Єдинач, молодший сержант Дмитро Вигрівач, старший сержант Олександр Острожнюк.

## Командування
- полковник Матвєєв Леонід  (2014—2017)[1][4]
- підполковник Веретко Іван Володимирович (2020-2022)